# Jozef Axters
Jozef Axters (Brugge, 13 januari 1850 - Gent, 19 december 1913) was een Belgisch jezuïet en gedurende enkele jaren actief in de Vlaamse Beweging.

## Levensloop
Jozef Axters was de zoon van Jacobus Axters-Ameye, kunstsmid, fabrikant van en handelaar in kachels in de Eekhoutstraat. Er waren elf kinderen in het gezin, onder wie Henri Axters, die ambtenaar werd bij de provincie West-Vlaanderen en de vader was van Joseph Axters en van Stephanus Gerard Axters, Richard Axters, die de eerste handelaar was in Brugge in elektrische leidingen en apparaten, en Esther Axters, die trouwde met de glazenier Medard Coucke.
Hij volbracht de retorica in 1869 in het Sint-Lodewijkscollege, waar hij Leonard Lodewijk De Bo als klastitularis had. In september begon hij de filosofie aan het Klein Seminarie in Roeselare. Drie jaar later - hij was nog niet eens diaken gewijd - werd hij leraar wiskunde en surveillant in het Roeselaarse college. Op 30 mei 1874 werd hij tot priester gewijd. 
Het gezin Axters-Ameye was naaste buur van de drukker Delplace die in de Geerolfstraat, om de hoek gevestigd was en, naast De Vlaamsche Vlagge en naast Gezelles Jaer 70, heel wat Vlaamse en religieuze teksten drukte, voor schrijvers die (zoals Hugo Verriest en wellicht Guido Gezelle) ook bij Axters-Ameye binnenstapten.
In het Roeselaarse college smeedde Jozef nauwe banden met personen die betrokken waren bij de activiteiten die men als 'Vlaamse Beweging' omschreef. Bij de leerkrachten vond hij onder meer Hugo Verriest. Onder de leerlingen sloot hij vooral vriendschap met Albrecht Rodenbach. De leerlingen van de poësis en de retorica waren trouwens amper een paar jaar jonger dan hijzelf.

## Albrecht Rodenbach

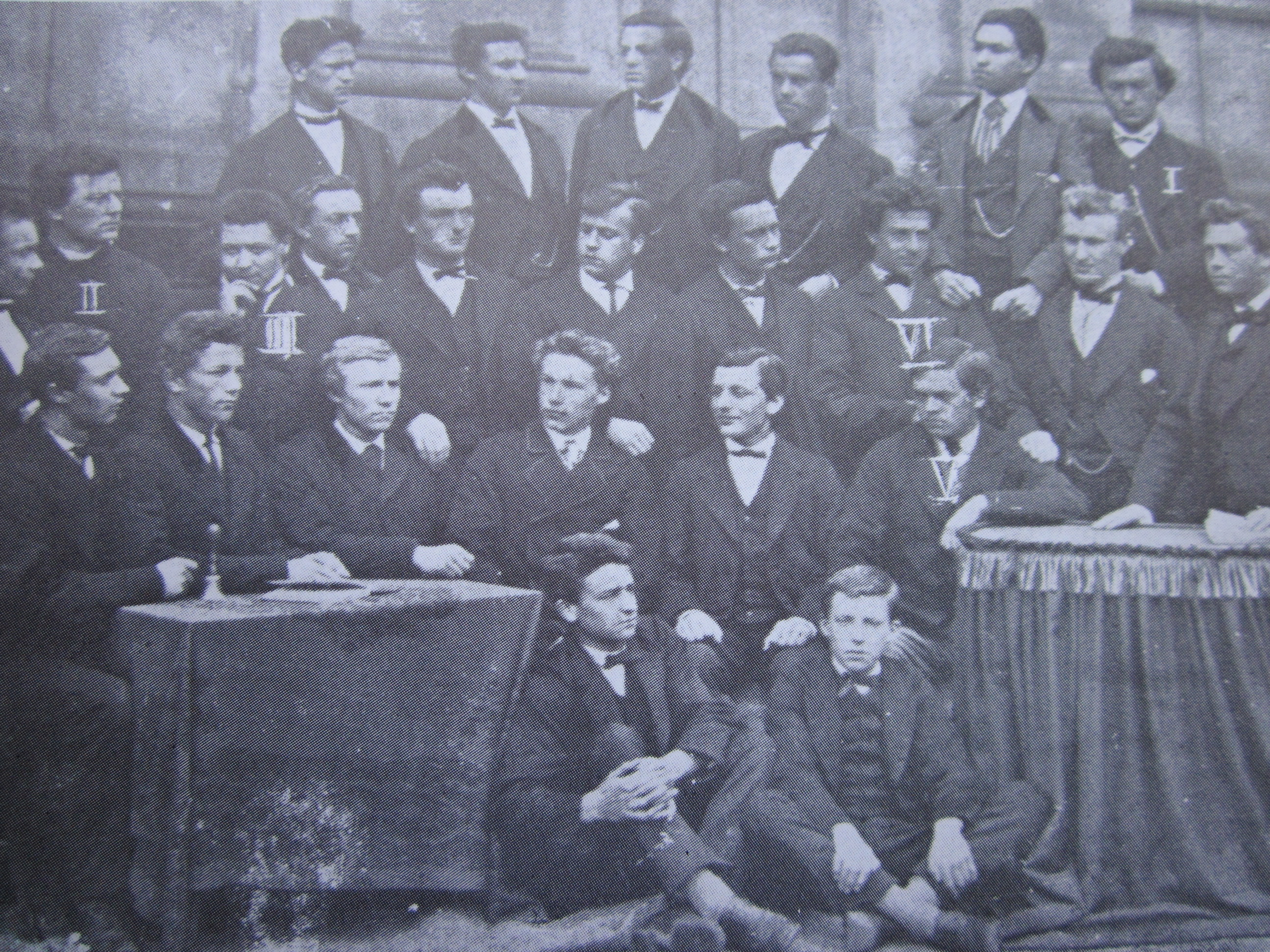
De 'wonderklasse' 1875/76 aan het Klein Seminarie van Roeselare onder leiding van priester Hugo Verriest (II), met o.a. leerlingen Julius Devos (I), Albrecht Rodenbach (III), Kamiel Watteeuw (V) en Constant Lievens (VI)

De jaren 1874-1875 waren jaren van beroering, waarin in het Roeselaarse college de strijd voor de vernederlandsing van het onderwijs vorm begon te krijgen. De Groote Stooringe die toen plaatsvond, behoort tot de romantische verhalen van de Vlaamse strijd. Het waren de leerlingen die het initiatief namen, maar ze werden door verschillende leden van het lerarenkorps stiekem ondersteund. Axters was een van die leraren. Hij werd ook lid en penningmeester van een discrete vereniging onder de naam De Westvlaamsche gebroeders of Westvlaamsche gilde. Hij nam ook deel aan de redactie van het studentenblad De Vlaamsche Vlagge. In die activiteiten ontmoette hij onder meer Albrecht Rodenbach, Julius Devos, Firmin Verhelst en Amaat Vyncke. Hij nam ook deel aan de activiteiten van een jeugdorganisatie die typisch was voor het Roeselaarse college, het 'Zoeavenleger', waar hij de graad van luitenant-kolonel droeg.
Axters introduceerde Rodenbach bij Guido Gezelle, toen ze samen een reis naar Kortrijk maakten.
De banden tussen leerlingen en jonge priesters, vooral gebaseerd op gelijkgezindheid wat betreft de Vlaamse strijd, werden ongunstig bekeken. Het was dan ook niet verwonderlijk dat einde 1876 Axters werd overgeplaatst naar het Franstalige college van Moeskroen. In deze school, hoofdzakelijk door Franstalige leerlingen bevolkt, was er weinig kans dat hij er voorstanders van een 'Vlaamse Beweging' zou vinden. Wellicht was dit hetgeen hem er deed toe besluiten het bisdom Brugge te verlaten. Hij nam in de zomer van 1877 afscheid van zijn vrienden, de 'Westvlaamsche gebroeders', tijdens een zonnige dag waarbij ze rondtoerden in de voetsporen van Maerlant en van Jan Breydel, in Damme, in Dudzele bij Amaat Vyncke en in Sint-Pieters-op-de-Dijk bij Karel Mestdagh.
Rodenbach bedacht Axters met een bijzonder geschenk. Hij had een Blauwvoetlied geschreven, waarvan de openingszin luidde: 
Nu een lied der Vlaamse zonen,
nu een dreunend kerelslied,
dat in wilde noordertonen, 
uit het diepst ons herten schiet. 
Het lied werd door Emiel Hullebroeck getoonzet en generatieslang door jonge Vlaamse studenten uit volle borst gezongen. Het geschenk was dat hij dit lied opdroeg aan Jozef Axters, en er een lovend opdrachtgedicht bovenaan plaatste: Aan u die onze raad- en leidsman was.

## Jezuïet
In september 1877 nam het leven van Axters een nieuwe wending toen hij binnentrad in het noviciaat van de jezuïeten in Drongen.
Tot in 1890, doorliep hij een traditioneel jezuïetencurriculum: twee jaar noviciaat in Drongen, twee jaar filosofie en een jaar theologie in Leuven en een "derde jaar" in Drongen, regelmatig onderbroken door lesgeven aan jezuïetencolleges in Charleroi en Namen (wiskunde, wetenschappen, Nederlands). Tijdens de jaren in Leuven had hij weer regelmatig contacten met Albrecht Rodenbach en tijdens diens laatste ziekte bezocht hij hem regelmatig. Hij had de zieke aangemoedigd zich voor genezing tot Maria te wenden en Rodenbach was een noveen aangegaan, tijdens dewelke hij dagelijks een Mariagedicht schreef. Deze gedichten, gedateerd 16 tot 22 december 1879, werden dagelijks aan Axters overhandigd en nadien gegroepeerd onder de titel Harold aan O.L.Vrouw die hem genezen kan.
In 1890-91 begon hij aan een nieuw leven, als biechtvader, predikant, godsdienstleraar en proost van vrome genootschappen. Eerst verbleef hij een jaar in de nieuwe residentie van de jezuïeten in de Korte Winkel in Brugge en vervolgens in de residentie in de Posteernestraat in Gent. Daar bleef hij de volgende tweeëntwintig jaar en overleed er op de leeftijd van drie en zestig jaar.
Hij vervulde in de eerste plaats de taak van zielzorger en biechtvader, die beschikbaar was in het klooster en in de kerk van de jezuïeten, voor al wie op hem beroep deed. Hij was daarnaast proost van verschillende Mariacongregaties voor jongens en voor meisjes, proost van de Bond van het Heilig Hart en van de Broederschap van het apostolaat van het gebed. Hij was ook enkele jaren bibliothecaris van het klooster. Vooral was hij vanaf 1896 en tot aan zijn dood de 'minister' van de residentie, dit wil zeggen degene die zich bekommerde om de materiële aspecten en de algemene gang van zaken. In deze functie was hij de tweede in bevel van het klooster, na de overste.

## Onze-Lieve-Vrouw van Vlaanderen
In de jezuïetenkerk in Gent stond een gekroond beeld dat de naam droeg van Notre-Dame des jésuites. Toen het halve eeuwfeest van het beeld in 1910 zou gevierd worden, kreeg Axters de opdracht componisten te vinden voor een jubileumlied, op een gedicht naar hun keuze. Hij was er geheel of gedeeltelijk voor verantwoordelijk dat het beeld herdoopt werd tot Onze Lieve Vrouw van Vlaanderen.
Axters deed beroep op twee Bruggelingen die hij kende: Joseph Ryelandt en Karel Mestdagh. Bij deze laatste was hij nog op huisbezoek geweest met zijn vrienden. De drie andere aangezochte componisten waren Robert Herberigs, Frans Uyttenhove en Lodewijk De Vocht. Ze gaven alle vijf gevolg en dienden een lied in, Ryelandt op een tekst van Aloïs Walgrave, Mestdagh op een tekst van Jeroom Noterdaeme, Herberigs op een tekst van Emiel Fleerackers, Lode de Vocht op een tekst van  August Cuppens en Uyttenhove op een tekst van Caesar Gezelle. De liederen werden allen, minstens jaarlijks, gezongen tijdens de Mariafeesten bij de Gentse jezuïeten. De gelovigen gaven blijkbaar de voorkeur aan het lied van Lode De Vocht en August Cuppens, waarvan de eerste versregel luidde Liefde gaf u duizend namen. Dit meeslepende lied is een van de bekendste religieuze liederen geworden in katholiek Vlaanderen.

## Bron
- Archief van de Vlaamse provincie van de Sociëteit van Jezus (KADOC, Leuven)
  - Documentatiedossier 4046
  - Litterae annuae, overlijdensbericht 1913